# اوکرسانتش
اوکرسانتش (به چکی: Okřesaneč) یک منطقهٔ مسکونی در جمهوری چک است که در ناحیه کوتنا هورا واقع شده‌است.